# Rezervația de soluri sărăturate
Rezervația de soluri sărăturate este o arie protejată de interes național ce corespunde categoriei a IV-a IUCN (rezervație naturală de tip botanic și geologic), situată în Crișana, pe teritoriul județului Arad.

## Localizare
Aria naturală se află în extremitatea nord-vestică a județului Arad (în Câmpia Crișurilor), pe teritoriul administrativ al comunei Socodor, în partea sud-estică a satului omonim, în imediata apropiere de drumul național DN79A, care leagă orașul Chișineu Criș de localitatea Pilu.

## Descriere
Rezervația naturală a fost declarată arie protejată prin Legea Nr.5 din 6 martie 2000, publicată în Monitorul Oficial al României, Nr.152 din 12 aprilie 2000, privind aprobarea Planului de amenajare a teritoriului național - Secțiunea a III-a - zone protejate și se întinde pe o suprafață de 95 de hectare.

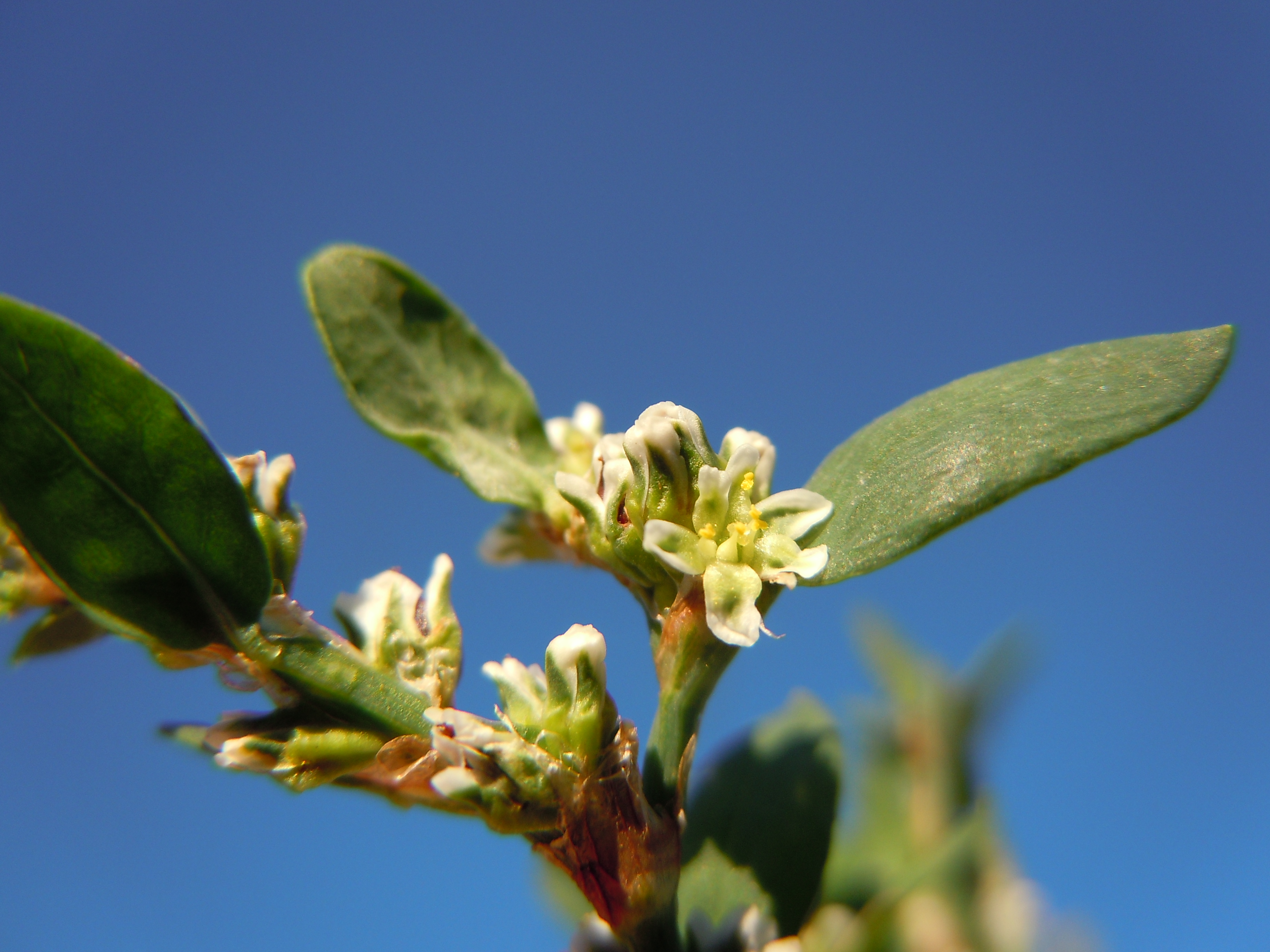
Troscot (Polygonum aviculare)

Arealul încadrat în bioregiunea panonică a Câmpiei Crișurilor este inclus în situl de importanță comunitară Câmpia Crișului Alb și Crișului Negru și adăpostește un habitat natural de tip Pajiști și mlaștini sărăturate panonice și ponto-sarmatice.
Aria protejată reprezintă o zonă de pășuni (cu soluri alcaline și saline) în al căror perimetru vegetează specii de plante de sărătură; printre care: troscot (Polygonum aviculare), ghizdei de sărătură (Lotus tenuis), pelin (Artemisia maritima), coada-vulpii (Alopecurus pratensis), păiuș Festuca pseodovina, firuța (Poa bulbosa), pătlagina îngustă (Plantalago lanceolata), iarba-câmpului (Agrostis stolinifera) sau un  rogoz din specia Juncus sphacelatus.

## Monumente și atracții turistice
În vecinătatea rezervației naturale se află câteva obiective de interes istoric, cultural și turistic; astfel:
- Biserica "Buna Vestire" din Socodor, construcție 1768, monument istoric (cod LMI AR-II-m-B-20178).
- Situl arheologic de la Socodor (așezare din Epoca bronzului, Cultura Otomani și necropolă atribuită perioadei - sec. V - VI, Epoca migrațiilor).
- Aria protejată Pădurea Socodor - colonie de stârci.